# سایوز۱۶

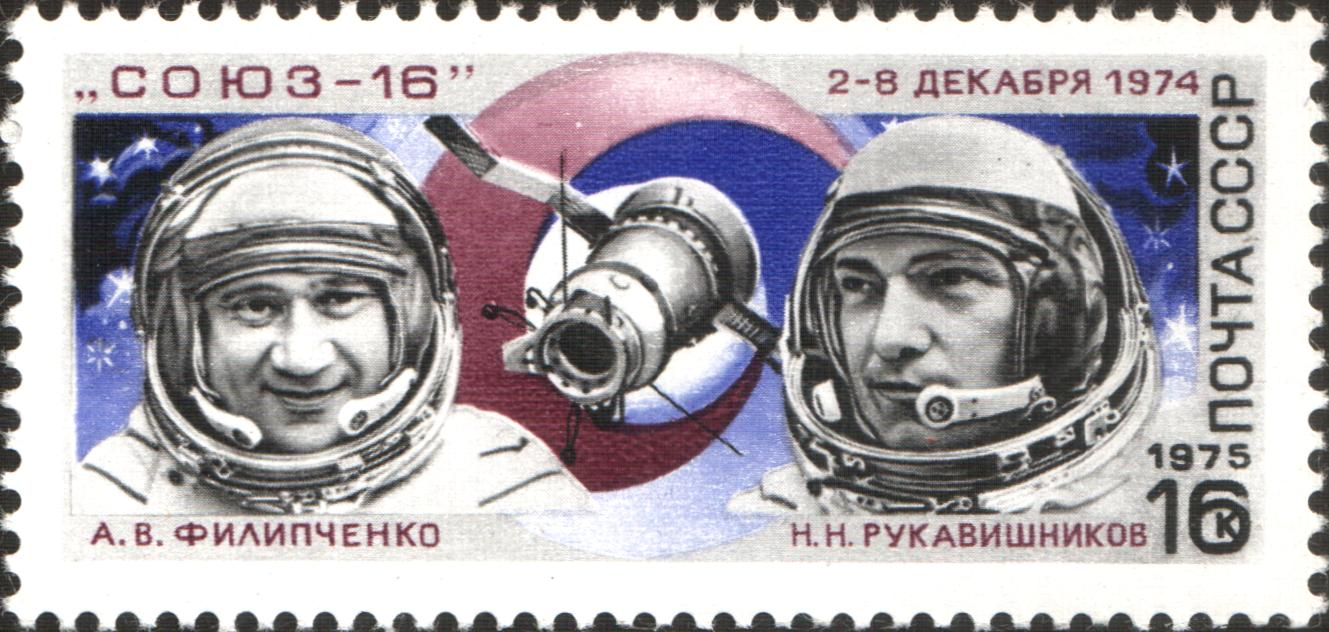
تصاویر فضانوردان سایوز-۱۶ روی تمبر

سایوز-۱۶ (به روسی: Союз ۱۶)(به معنای اتحاد ۱۶) یکی از مأموریت فضایی سازمان فضایی شوروی بود که حهت آزمایش سیستم‌های اتصال میان فضاپیماهای سایوز روسی و آپولوی آمریکایی انجام شد. آمریکا و شوروری دو رقیب بزرگ یکدیگر در جنگ سرد، در اوایل دهه ۱۹۷۰ میلادی چندین مذاکره انجام داده و قراردادهای کاهش سلاح‌های نظامی امضا کرده بودند. دولتمردان این کشورها به این نتیجه رسیدند که به عنوان نمادی برای کاهش اختلاف با یکدیگر، یک مأموریت فضایی مشترک با یکدیگر به انجام برسانند. ابتدا قرار بود آپولو به ایستگاه فضایی سالیوت یا اینکه سایوز به ایستگاه فضایی اسکای لب متصل شود اما از آن جایی که آمریکایی‌ها از سال ۱۹۷۴ اسکای لب را رها کره بودند و همچنین به دلیل ماهیت نظامی و جزئیات سری که روس‌ها در ایستگاه‌های فضایی سالیوت دنبال می‌کردند، دو طرف به این نتیجه رسیدند که یک فضاپیمای سایوز را با فضاپیمای آپولو در مدار به یکدیگر متصل کنند. سایوز-۱۶ اولین مأموریت سرنشین دار و آخرین مأموریت آزمایشی برای اطمینان از به دست آمدن نتایج مثبت برای مأموریت‌های بعد از خود بود. از جمله مأموریت سایوز-۱۹ که با موفقیت انجام شد. روس‌ها قبل از سایوز-۱۶ سه مأموریت بدون سرنشین آزمایشی را انجام داده بودند.

## خدمه مأموریت
| شماره | نام                  | ملیت               | تعداد پرواز | نقش         | تصویر |
| ۱     | آناتولی فیلیپچنکو    | اتحاد جماهیر شوروی | ۲           | فرمانده     |       |
| ۲     | نیکولای روکاویشنیکوف | اتحاد جماهیر شوروی | ۲           | مهندس پرواز |       |

## نگارخانه

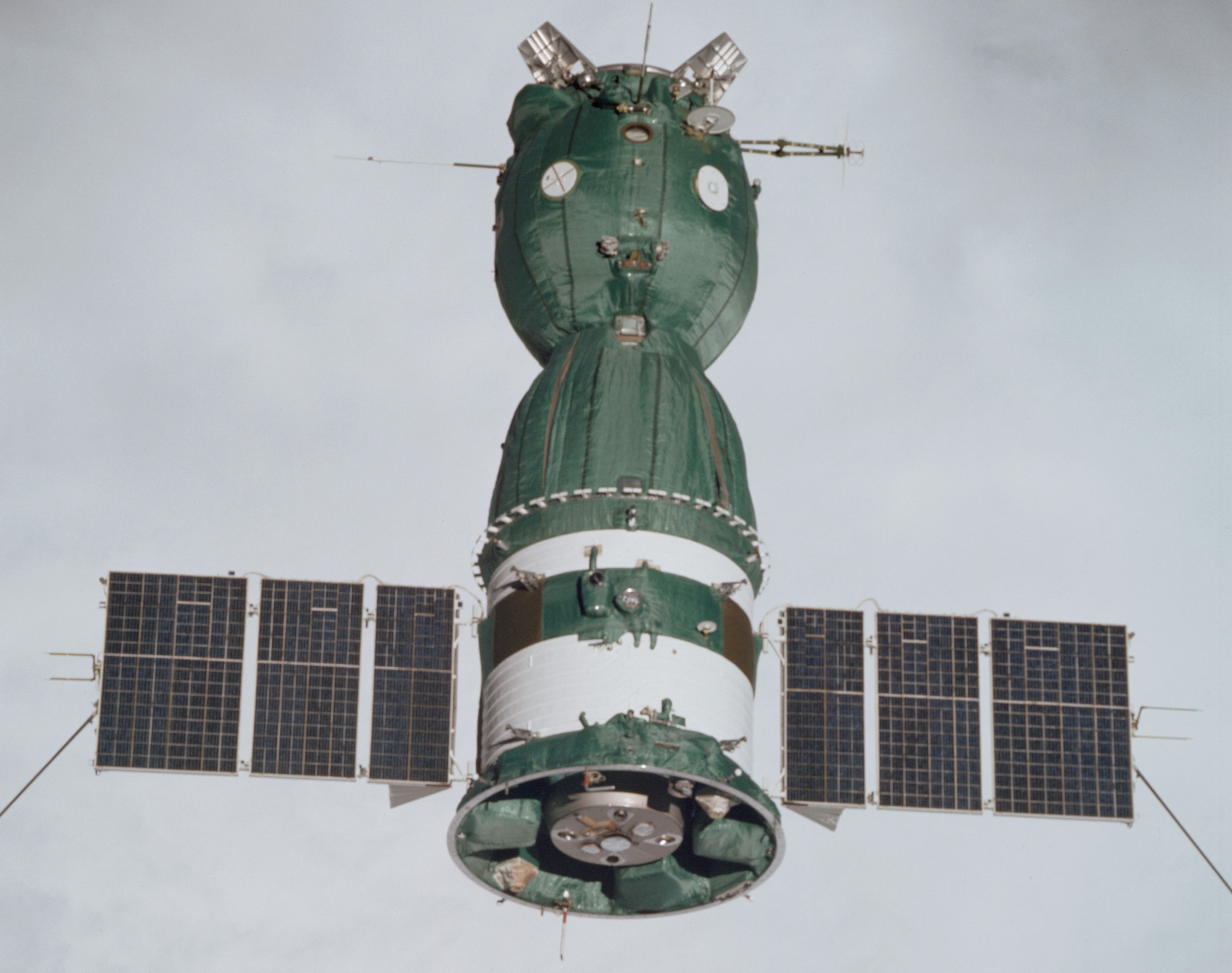
فضاپیمای جدید سایوز7k-tm مورد استفاده در سایوز-۱۹ مشابه با سایوز-۱۶
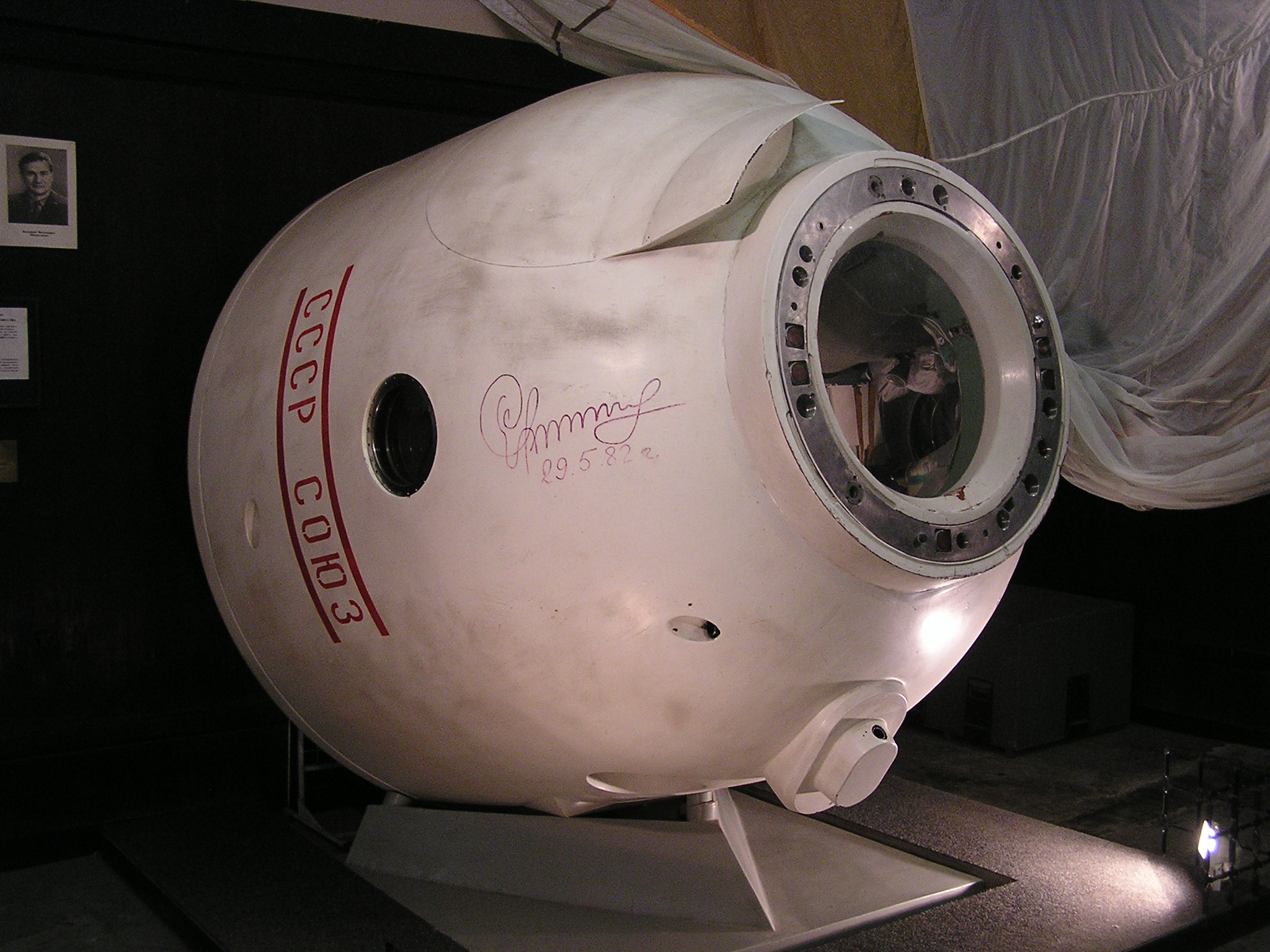
ماژول فرود سایوز-۱۶ که هم اکنون در موزه کیهان نوردی روسیه نگهداری می‌شود